# オールド・スパニッシュ・トレイル

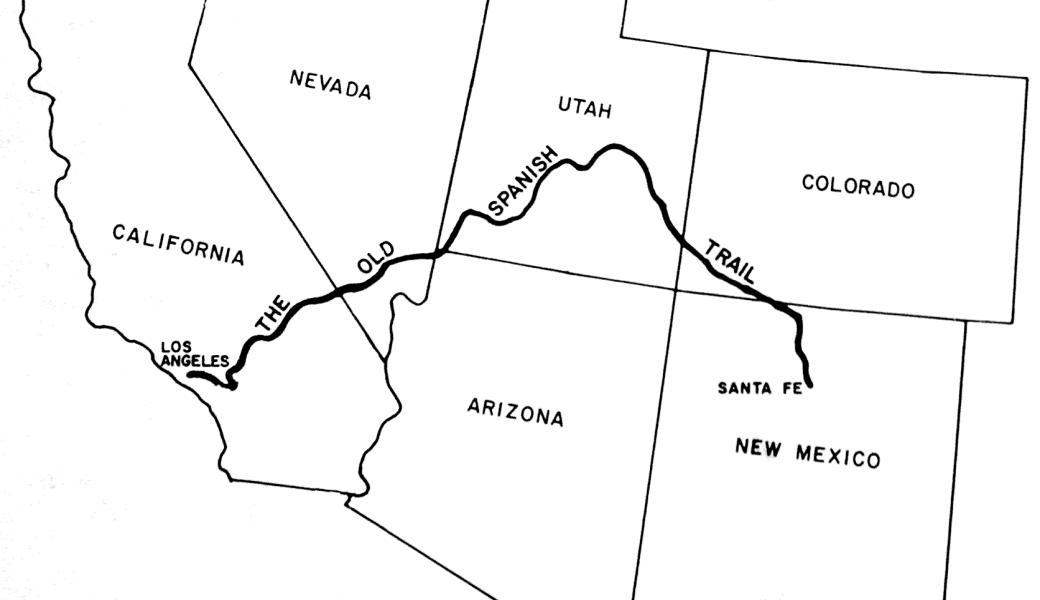
オールド・スパニッシュ・トレイル

オールド・スパニッシュ・トレイル(Old Spanish Trail)は、ニューメキシコ州北部のサンタフェの開拓地とカリフォルニア州ロスアンヘレスを接続する歴史的な交易路である。およそ1,200 マイル (2,000 km) の長さで、高い山脈、乾燥した砂漠、深い峡谷のエリアを通る。1776年にヨーロッパ人による探険がされた後、1829年から1850年代中頃まで、広く利用された。アメリカ国定登録史跡(NRHP)としては、1988年にユタ州の部分が、2001年にはネバダ州の部分が追加された。

## 歴史
コロラド南西部とユタ南東部を含むオールド・スパニッシュ・トレイルの東側のエリアは、フアン・マリア・デ・リベラ(w:Juan Rivera (explorer))が1765年に探検した。フランシスコ会の宣教師のフランシスコ・アタナシオ・ドミンゲス(w:Francisco Atanasio Domínguez)とシルベストレ・ベレス・デ・エスカランテ(w:Silvestre Vélez de Escalante)は、1776年にサンタフェを去って、カリフォルニアへの旅行を試みたが失敗し、アリゾナ・ストリップ(w:Arizona Strip)を通って戻る前にユタ湖近くのグレートベースンに到達した。そして他の遠征は、探検して山と砂漠を通ってより短くてそれほど困難でないルートを見つけて、領域で交易した。
カリフォルニアへの周遊旅行がおよそ1829年以前にあったという証拠はほとんどない。その後、定期的なキャラバンはトレイルを旅し、インディアンにニューメキシコから奴隷と毛織物で、カリフォルニアの高品質の馬と交易した。「偉大なパスファインダー」として知られるジョン・C・フレモントが、1844年にこのルートに名前を付けた。交易は1850年代の半ばまで続き、駅馬車用の道ができた時に古いルートは時代遅れになった。さらに、ニューメキシコとカリフォルニアの両方が、1846年から1848年の米墨戦争の結果、アメリカ合衆国の領土になり、多くのモルモン教徒の移民がユタに定住し、インディアンの奴隷制への交易の興味と寛容さの両方に影響した。